# نوبلسس
نوبلسس (به انگلیسی: Noblesse) یک برند سیگار ایجاد شده در اسرائیل است؛ که در حال حاضر توسط Dubek تولید می‌شود. مالک فعلی این برند Dubek است. این برند در سال ۱۹۵۲ پایه‌گذاری گردید.